# Eloria cubana
Eloria cubana är en fjärilsart som beskrevs av William Schaus 1906. Eloria cubana ingår i släktet Eloria och familjen tofsspinnare. Inga underarter finns listade i Catalogue of Life.